# Córeczki milionera
Córeczki milionera (ang. Rags to Riches), amerykański serial telewizyjny, utrzymany w stylu filmu muzycznego. Serial opowiada historię multimilionera, Nicka Foleya, który pewnego dnia postanawia przygarnąć pięć dziewcząt, wychowanek domu dziecka.

## Obsada
- Joseph Bologna jako Nick Foley,
- Douglas Seale jako John Clapper,
- Kimiko Gelman jako Rose,
- Tisha Campbell jako Marva,
- Bridget Michele jako Diane,
- Blanca De Garr jako Patti,
- Heidi Zeigler jako Mickey,

i inni.